# Margaret Durrell
Pour les articles homonymes, voir Durrell.
Margaret « Margo » Isabel Mabel Durrell (4 mai 1919 - 16 janvier 2007) est la sœur du romancier Lawrence Durrell (1912-1990) et du naturaliste, auteur et présentateur de télévision Gerald Durrell (1925-1995), qui campe son personnage avec humour dans la Trilogie de Corfou (Ma famille et autres animaux ; Oiseaux, bêtes et grandes personnes ; Le Jardin des dieux).

## Biographie
Née en Inde britannique de Lawrence Samuel Durrell et Louisa Florence Dixie, Margo grandit en Inde et en Angleterre. En 1935, elle accompagne sa mère et ses frères Gerald et Leslie à Corfou, à la suite de Lawrence, qui s'y est installé avec sa première femme, Nancy Myers. Sa mère, Gerald et Leslie retournent en Angleterre en 1939, en raison de la Seconde Guerre mondiale, mais Margo considère que son vrai foyer est Corfou et choisit d'y rester, partageant une maison de paysan avec des amis du cru. 
Elle y rencontre le pilote de la Royal Air Force Jack Breeze, la même année, alors qu'il est en poste sur l'île. Il la convainc toutefois du danger de rester à Corfou et le couple part pour l'Afrique du Sud où il se marie en 1940 et s'installe pour le reste de la guerre. Après la guerre, ils partent vivre à Bournemouth, sur la côte méridionale de l'Angleterre. C'est là que naissent leurs enfants, Gerry et Nicholas.  
Les époux divorcent par la suite et Margo fait l'acquisition d'une vaste propriété à Bournemouth, face à la maison de sa mère. Elle en fait une pension. La collection de base constituée par Gerald Durrell pour son zoo est initialement logée dans le jardin, à l'arrière de la maison, ainsi que dans le garage. Margo épouse par la suite le musicien Malcolm « Mac » Duncan, mais le mariage ne dure pas. Toujours amoureuse de la Grèce, elle répond à une offre d'emploi sur un bateau de croisière grec se rendant dans les Caraïbes. 
Son livre Qu'est-il arrivé à Margo? est un récit humoristique de ses expériences en tant que propriétaire et logeuse à Bournemouth à la fin des années 1940. Il comprend des détails sur la vie de sa famille, en particulier Leslie, Gerald et sa mère Louisa Durrell, après leur séjour à Corfou. Apparemment écrit dans les années 1960, le manuscrit n'est découvert dans le grenier qu'une quarantaine d'années plus tard par l'une des petites-filles de Margaret. Il est publié en 1995.
Margaret Durrell est décédée à 87 ans le 16 janvier 2007.

## Portraits
- 2016-2019 : dans la série ITV (Television Network) La Folle aventure des Durrell, basée sur les livres de Gerald Durrell évoquant les années passées à Corfou, Margo est interprétée par Daisy Waterstone.
- 2005 : dans le film basé sur Ma famille et d'autres animaux, le rôle de Margo est joué par Tamzin Merchant.
- 1987 : dans la série télévisée en 10 parties de la BBC, basée sur Ma famille et d'autres animaux, son rôle est interprété par Sarah-Jane Holm.